# Käte Lassen

Selbstbildnis im Kittel (1913–1914), Museumsberg Flensburg

Berta Katharina (Käte) Lassen (* 7. Februar 1880 in Flensburg; † 22. Dezember 1956 ebenda) war eine deutsche Malerin.

## Leben und Werk

Käte Lassen: Hilma mit Muscheln, 1933, Museumsberg Flensburg

Käte Lassen wurde als Tochter des Goldschmieds Hans Nicolai Jonathan Lassen und Emmy Henriette geb. Iwersen in Flensburg geboren. Nach kurzem Besuch der Hamburger Gewerbeschule studierte sie von 1898 bis 1902 an der Damenakademie des Münchner Künstlerinnenvereins bei Ludwig Schmid-Reutte, Maximilian Dasio und Angelo Jank. Von 1902 bis 1904 erhielt sie Privatunterricht bei Hugo von Habermann. In München hatte sie ein eigenes Atelier. 1904 kehrte sie nach Flensburg zurück. Dort hatte sie bis zu ihrem Lebensende ein Atelier. 1904 besuchte sie Steinberghaff, 1904/5 Kopenhagen, 1908/1909 Paris, von 1905 bis 1944 Sommeraufenthalte in Norddänemark (Klitmøller, Vorupør, Stenbjerg), ab 1919 immer wieder für längere Zeit in Berlin.
Das Figurenbild Käte Lassens entwickelte sich vom Münchener Jugendstil, über skandinavische – insbesondere dänische – Einflüsse und den Expressionismus bis in die zwanziger Jahre zur Neuen Sachlichkeit. In der Glasfensterkunst konnte Käte Lassen schließlich ihre Figurensprache voll entfalten, die auf Flächigkeit, Abstraktion und klare Linienführung hinauslief. Inhaltlich vertiefte sie sich in existentielle, ja spirituelle Auseinandersetzung.

### Kirchenfenster
Lassen beschäftigte sich erstmals in ihrem Wandbild in der Heilandskapelle von Flensburg-Weiche in großem Format mit religiöser Thematik. Nach dem Ersten Weltkrieg befasste sie sich mit dem Schicksal der Kriegsinvaliden, Arbeitslosen und Witwen. Seit den 1920er Jahren schuf sie Glasfenster (Flensburg, Morsum/Sylt, St. Georg-Kirche (Oeversee), Karby) und Wandbilder in Flensburg (1922) und Eckernförde (1939). Von 1946 an erhielt die Künstlerin verschiedene Aufträge für Kirchenfenster in Schleswig-Holstein, in Neumünster (1948) und Rendsburg (1950). Für die stark beschädigten, bis zu neun Meter hohen Glasfenster der Flensburger Marienkirche entwarf sie eine Gesamtkonzeption von sieben monumentalen Fenstern zum apostolischen Glaubensbekenntnis, von denen sie sechs ausführte. Das sechste Fenster zur Himmelfahrt Christi konnte erst 1957 nach ihrem Tod fertiggestellt werden. Für die Versöhnungskirche im Flensburger Vorort Harrislee entwarf sie ebenfalls Fenster. Obwohl Käte Lassen als Glasmalerin in Schleswig-Holstein gefragt war, gab es auch Stimmen, die ihre Ausführungen zu hart, kantig, freudlos oder unreligiös fanden.

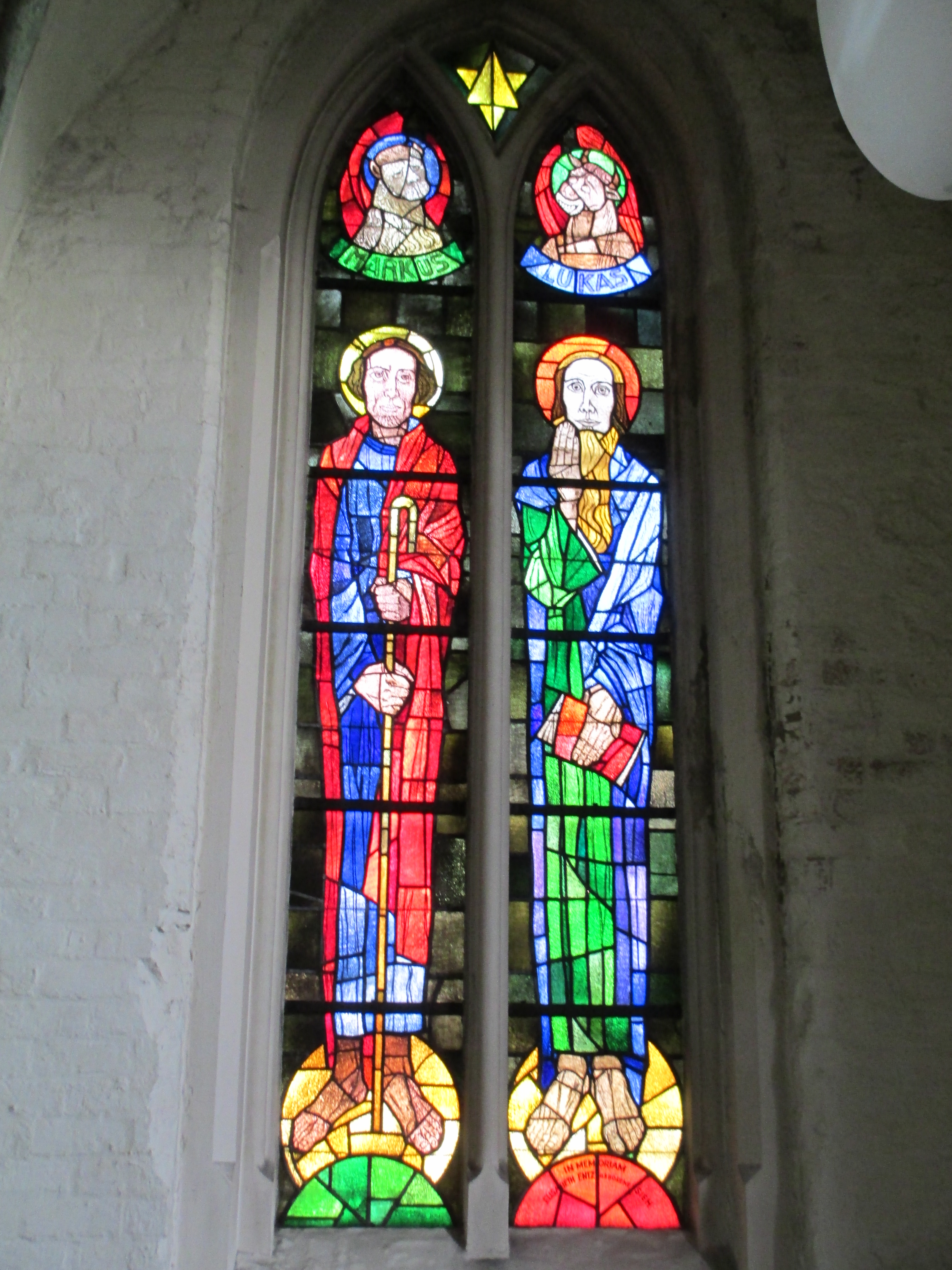
Käte Lassen: Fenster in der Marienkirche (Rendsburg)
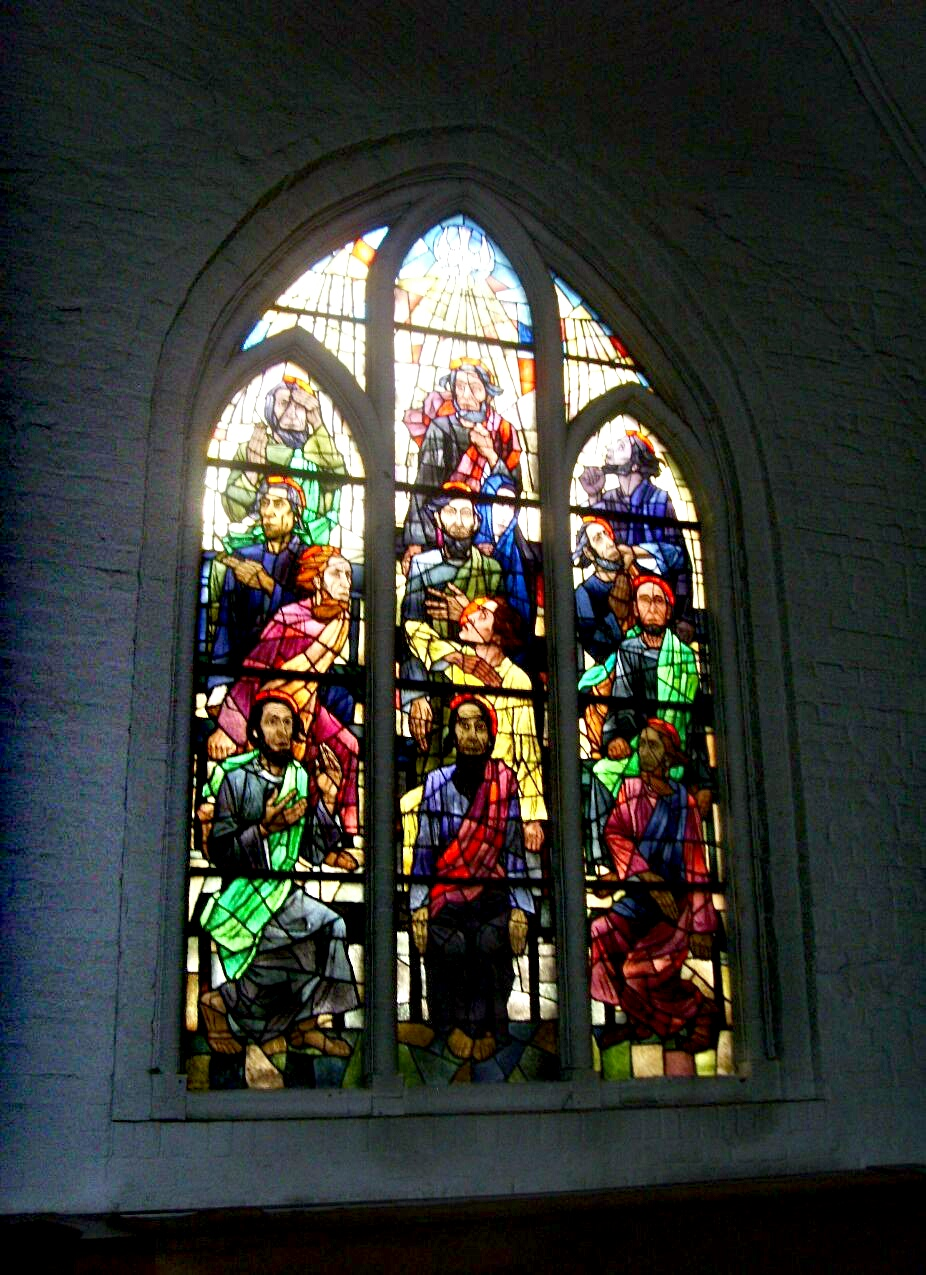
Fenster der Flensburger Marienkirche
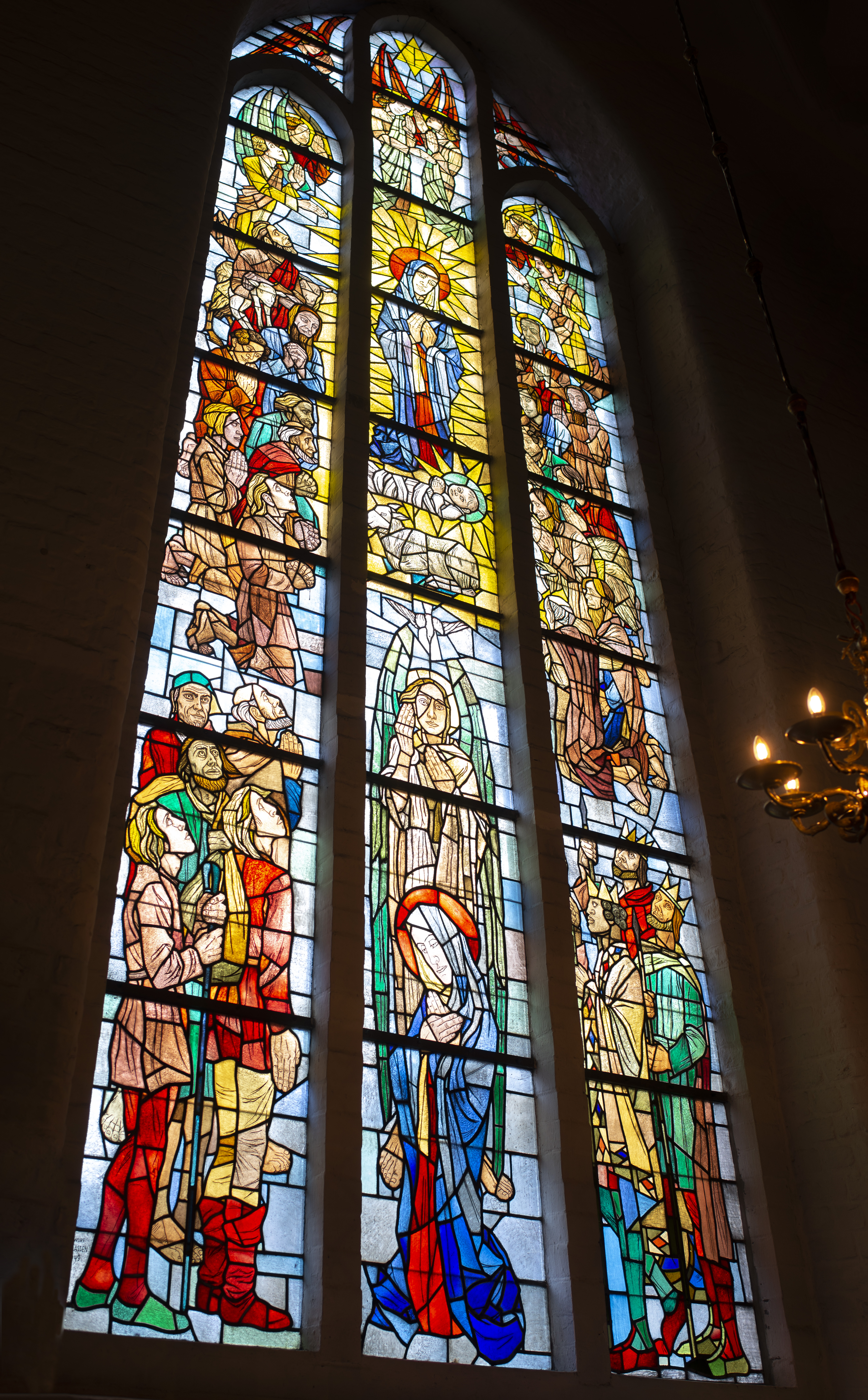
Marienfenster in der Marienkirche Flensburg
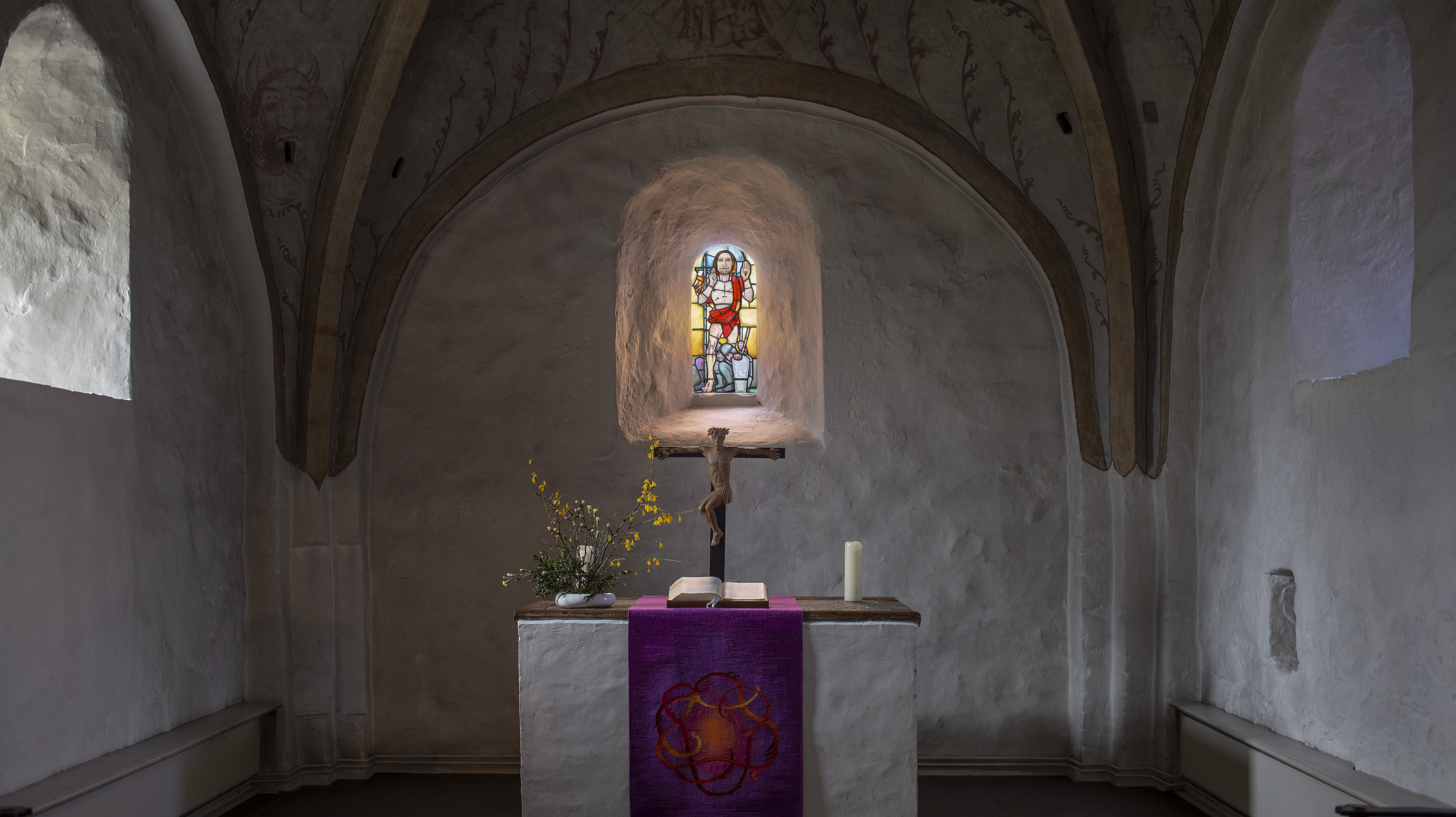
Altarfenster von Käte Lassen in der St. Georg-Kirche in Oeversee

### Auftragsarbeiten in der Zeit des Nationalsozialismus
In der NS-Zeit entstanden drei regimenahe Auftragsarbeiten. 1935 schuf Lassen ein Gemälde für das Flensburger Polizeipräsidium unter der Leitung von Konrad Fulda. Christina Mahn (2007) zufolge zeigte es zwei Schäferhunde als Symbole der Wachsamkeit und Treue vor einer Kreisfläche, möglicherweise Sinnbild der Gemeinschaft. Es war während der nationalsozialistischen Diktatur auf verschiedenen Ausstellungen zu sehen, so z. B. in der Hamburger Kunsthalle, ebenso wie andere Gemälde von Käte Lassen, die Konrad Fulda besaß. Nach Gerhard Paul (2012) entfernte sie ein angeblich ursprünglich im Bild zu sehendes Hakenkreuz nach dem Zweiten Weltkrieg. Dies hat sich nach eingehender Untersuchung aber als falsch herausgestellt, da das Bild nie verändert wurde. Das Werk befindet sich seit Mai 2016 auf dem Museumsberg in Flensburg. Der Auftraggeber Polizeipräsident Konrad Fulda (1878–1957), mit dem Käte Lassen gut bekannt war, musste vorzeitig aus dem Amt scheiden, als sich 1937 die Personalpolitik des Regimes verschärfte. Nach den Erinnerungen von Margarete Mitscherlich-Nielsen, die zwischen 1932 und 1937 bei der Familie Fulda in Flensburg lebte, durfte man dort „verbotene“ Literatur wie Freud und Brecht lesen – und über das Nazi-Regime spotten.
1940/41 malte Lassen ein Bild Adolf Hitlers für die Flensburger Credit-Bank, die sich beim Thingplatz der Stadt befand. Laut Mahn ist der Kopf klein, beziehungsweise die gelb-braune Parteiuniform zu massig dargestellt. Die Mimik wirkt angestrengt, die rechte Hand ist zu einer herabhängenden Faust geballt, während Hitler mit der linken ein Papier zu zerknüllen scheint. Das lässt Raum für Spekulationen, ob es sich um ein konkretes Schriftstück handelt, vielleicht den Versailler Vertrag oder den deutsch-dänischen Nichtangriffspakt von 1939, was zu einer regimekritischen Lesart führen würde. Der leere Hintergrund, als hintergründige Leere verstanden, trägt zu einem insgesamt zwiespältigen Eindruck bei. Das Bild befindet sich im Fundus des Museumsbergs.

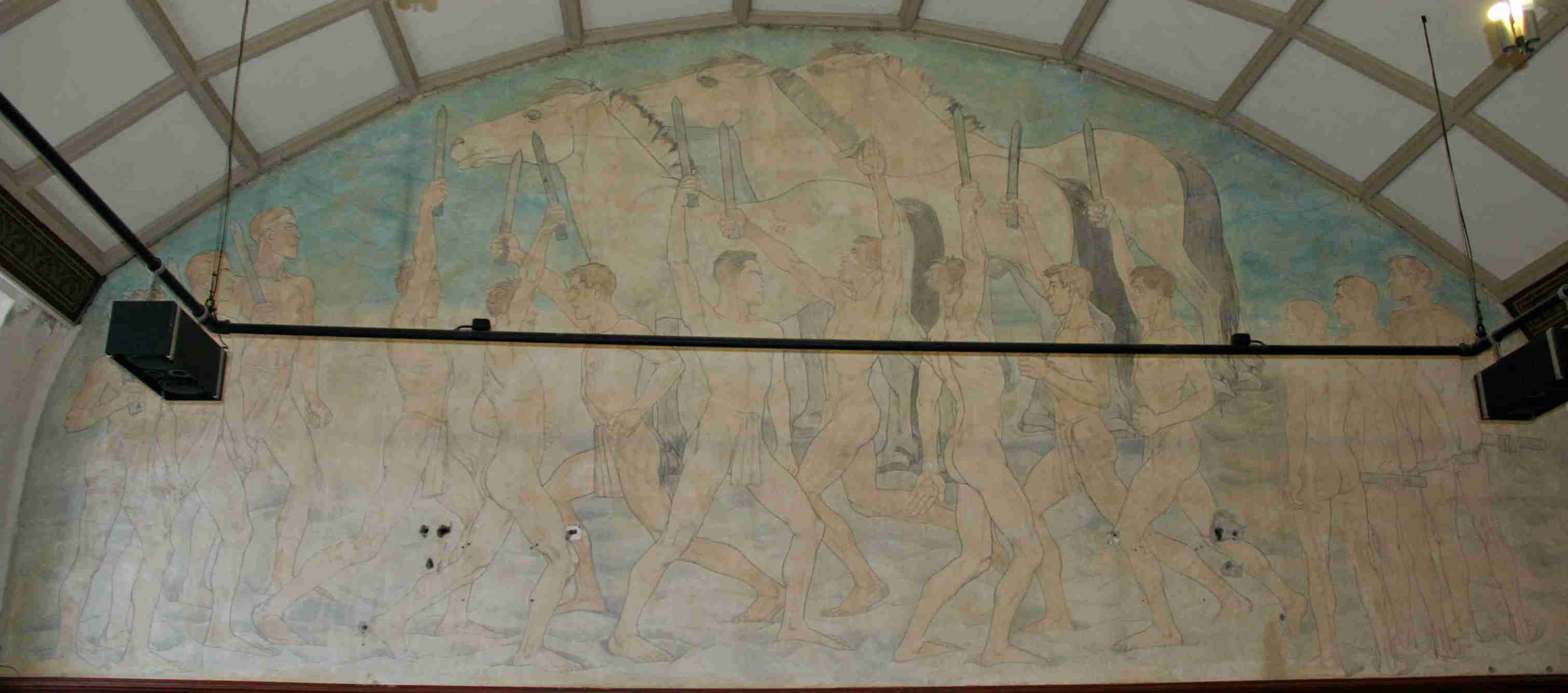
„Nordischer Schwertertanz“ in Eckernförde

1938/39 hatte Lassen die Aula des Jungenrealgymnasiums in Eckernförde (heute Pestalozzi-Schule) mit einem Wandgemälde ausgeschmückt. Der „Nordische Schwertertanz“ nackter und lendenschurzbekleideter Jünglinge nahm etwa 4,5 mal 9 Meter ein. Das gewählte Thema kam der nationalsozialistischen Idealisierung germanischer Traditionen entgegen. Der Auftrag wurde bereits 1935/36 erteilt. Am Ende überstiegen Aufwand und Kosten das Honorar bei weitem. Auf der gegenüberliegenden Wand blieben die ausgeführten „Seemöwen“ erhalten, während vom Schwertertanz nach Übertapezieren und Übermalung, die später wieder entfernt wurden, nur noch die Bleistiftvorzeichnungen bewahrt sind.

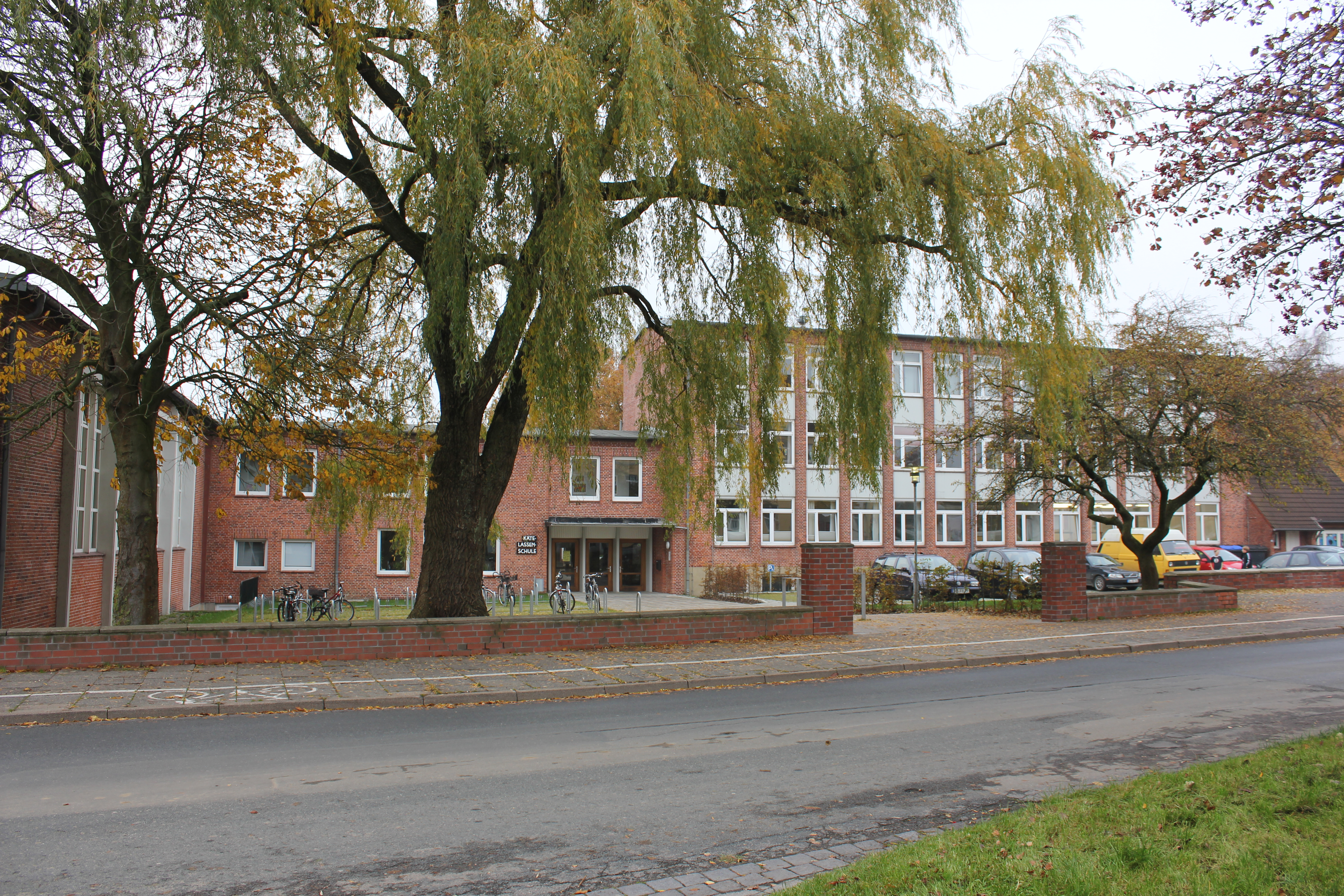
Das Schulgebäude der Käte-Lassen-Schule in Flensburg.

## Würdigung

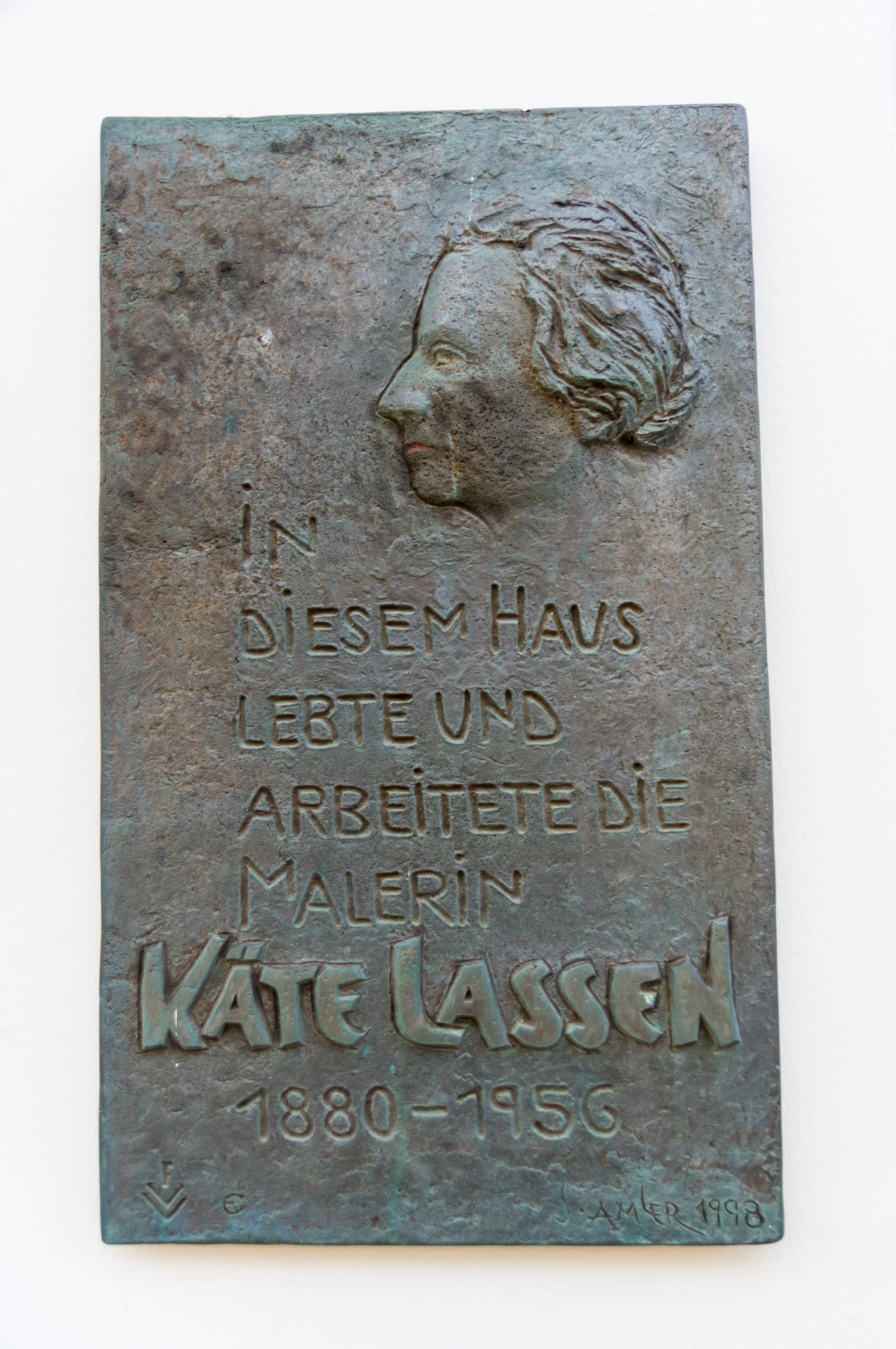
Gedenktafel am Wohnhaus von Käte Lassen, Holm 49–51 in Flensburg, gestaltet von Siegbert Amler.

Die 1951 gegründete Käte-Lassen-Schule Flensburg wurde nach ihr benannt. 1958 benannte die Stadt Flensburg den Käte-Lassen-Weg nach ihr.
In Käte Lassens Holzhäuschen im dänischen Stenbjerg (Stenbjerg Kirkevej) haben das Museet for Thy og Vester Hanherred (seit 2014 Museum Thy) und engagierte Kunstfreunde eine kleine Gedenkstube für am Ort tätige Künstler eingerichtet. Die Informationstafeln ehren auch andere Künstler, die die Abgeschiedenheit des Küstenortes suchten: Jens Søndergaard, Peder Severin Krøyer und Marie Krøyer.

## Ausstellungen
- 26. Februar bis 23. April 2017 – Käte Lassen – Malerin am Meer – Museum Eckernförde mit Besichtigung des  „Nordischen Schwertertanzes“ in der ehemaligen Jungmannschule (heute Pestalozzi-Schule) an der Reeperbahn.

## Posthum
- Käte Lassen: Am Meeresrand im Dünensand, illustriertes Kinderbuch, hrsg. von Heinz u. Christian Kuhlmann, Husum 2007, ISBN 978-3-86530-088-1
- Käte Lassen: I klittens sand ved havets rand, udgivet af Museet for Thy og Vester Hanherred og Christina Kohla, Husum 2010, ISBN 978-3-86530-139-0